# C. J. Obasi

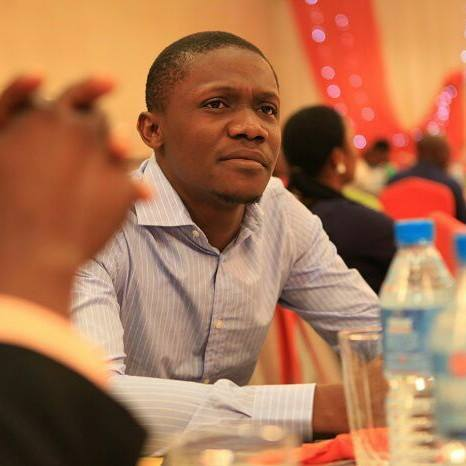
C. J. Obasi (2014)

C. J. Obasi (* 1985 in Owerri) ist ein nigerianischer Regisseur und Drehbuchautor.

## Leben und Wirken
Obasi ist für seine unabhängige Filmproduktion bekannt. Er realisierte zusammen mit seiner Frau Oge Obasi seit 2014 mehrere Filme, darunter Ojuju und O-Town. Obasi arbeitete auch am Drehbuch zum Film Living in Bondage: Breaking Free und ist bekannt für seine Fähigkeit, traditionelle nigerianische Erzählungen mit modernen filmischen Techniken zu verbinden. Sein Stil in Mami Wata zeichnet sich durch die Nutzung von Schwarz-Weiß-Aufnahmen aus, was eine Hommage an das frühe postkoloniale afrikanische Kino ist.